# Outpost (jeu vidéo)
Outpost est un jeu vidéo de gestion de type city-builder développé  et publié par Sierra On-Line en 1994. Le jeu se déroule dans un univers de science-fiction dans lequel la terre est détruite par un astéroïde nommé le marteau de Vulcain. L’humanité est forcée à coloniser d’autres régions de la galaxie pour survivre.
Le système de jeu d’Outpost est généralement comparé à celui de SimCity,
Le thème musical d'ouverture du jeu est tiré de Mars, celui qui apporte la guerre, le premier mouvement de la symphonie Les Planètes (The Planets) de Gustav Holst.
Une suite, intitulée Outpost 2: Divided Destiny et développée par Dynamix, a été publié en 1997.

## Accueil
| Outpost     |      |       |
| Média       | Pays | Notes |
| Edge        | GB   | 8/10  |
| Gen4        | FR   | 90 %  |
| Joystick    | FR   | 90 %  |
| PC Gamer UK | GB   | 85 %  |